# Абдуллино (Караідельський район)
Абду́ллино (рос. Абдуллино, башк. Абдулла) — присілок (у минулому село) у складі Караідельського району Башкортостану, Росія. Входить до складу Караярської сільської ради.
Населення — 612 осіб (2010; 617 у 2002).
Національний склад:
- башкири — 94 %